# آکیتو میورا
آکیتو میورا (انگلیسی: Akito Miura؛ زادهٔ ۱۱ اوت ۱۹۸۷) بازیکن فوتبال اهل ژاپن است.